# Voivodato di Katowice

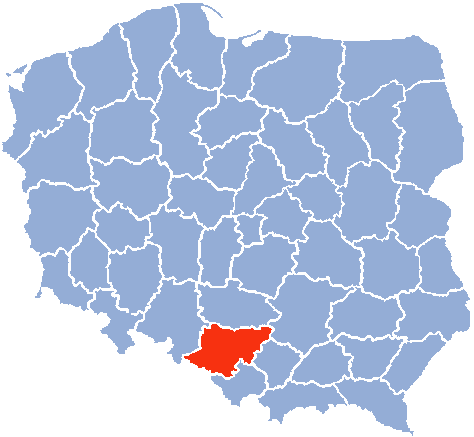
Posizione del voivodato di Katowice sul territorio polacco

Il voivodato di Katowice (in polacco: województwo katowickie) era un'unità di divisione amministrativa e governo locale della Polonia negli anni 1975-1998. È stato sostituito nel 1999 dal voivodato della Slesia. La sua capitale era Katowice.
Principali città (popolazione nel 1995): 
- Katowice (354.200);
- Sosnowiec (249.000);
- Bytom (227.600);
- Gliwice (214.000);
- Zabrze (201.600);
- Ruda Śląska (166.300);
- Rybnik (144.300);
- Tychy (133.900);
- Dąbrowa Górnicza (130.900);
- Chorzów (125.800);
- Jastrzębie-Zdrój (103.500);
- Jaworzno (98.500);
- Mysłowice (80.000);
- Siemianowice Śląskie (78.100);
- Wodzisław Śląski (68.600);
- Tarnowskie Góry (67.200);
- Piekary Śląskie (67.200);
- Żory (66.300);
- Racibórz (65.100);
- Będzin (63.100);
- Świętochłowice (59.600);
- Zawiercie (56.300);
- Knurów (44.200);
- Chrzanów (42.100);
- Olkusz (40.500);
- Mikołów (38.900);
- Czeladź (36.600);
- Czechowice-Dziedzice (35.600);
- Pszczyna (34.600);
- Czerwionka-Leszczyny (30.100);
- Rydułtowy (24.100);
- Łaziska Górne (23.000);
- Bieruń (22.100);
- Pyskowice (21.900);
- Trzebinia (20.000).

Il voivodato di Katowice, inizialmente voivodato di Slesia-Dabrowa, fu anche un'unità amministrativa della Polonia dal 1946 al 1975, superato poi nel 1975 dai Voivodati di Katowice, di Częstochowa, di Bielsko-Biala e di Opole. La sua capitale era ancora Katowice.